# 朱誉桔
善化康简王朱誉桔（1498年—1551年12月3日），明朝岷靖王朱彦汰嫡次子。

## 生平
正德五年（1510年）四月，明武宗御奉天殿传诏遣武安侯鄭英、恭順侯吳世興、興安伯徐良、宣城伯衛璋、安鄉伯張坤、清平伯吳傑、武進伯朱本為正使，中書舍人胡頤、行人唐鳳儀、盧楫、陳錫、曹鍷、謝階、劉澄甫為副使，持節冊封朱譽桔為善化王。正德十一年（1516年）八月，武宗遣英國公張崙、張坤、泰寧侯陳儒、吳傑、武平伯陳熹、通政使司右參議王萱、武靖伯趙弘澤、東寧伯焦洵、惠安伯張偉、永康侯徐源、寧陽侯陳繼祖、朱本、建平伯高霳、彰武伯楊質為正使，工科給事中翟瓚、行人司司正謝能繼、中書舍人張永齡、任鼐、鴻臚寺右寺丞吳淓、兵科給事中毛憲、周文熙、行人司行人華淳、太常寺寺丞朱天麟、中書舍人張天保、行人司行人王汝敬、中書舍人楊依澤、行人司行人呂律、禮部署員外郎主事侯綸、行人司行人鄧顯麒為副使，持節冊封西城兵為副指揮羅時錦的長女為善化王妃。
其父朱彦汰被革爵为庶人后，明世宗命礼部令当地镇巡官商议可以摄岷国国事者，都推举朱誉桔，但江川王朱膺鐩、朱誉桔的叔祖父唐年王朱膺录、长史朱维屏、纪善、唐鉴等各自上疏请求赦免朱彦汰，复其爵，让他自新。朱彦汰也谢罪，請求不要革除長史八所官及民校。礼部以为他们的请求都不能答应，也没有让儿子管父亲的道理，请求诘问镇巡官保勘不当、挑拨诸王之罪，另选宗室奉祀岷国国事。嘉靖六年（1527年）六月，世宗同意。
但此后，朝廷仍未定下摄岷国国事者。嘉靖八年（1529年）二月，镇巡官推荐朱誉桔的兄长岷世子朱誉荣。朱誉荣上疏坚辞，说父亲被废以来，宗社絕祀，老母無依，自己兄弟也煢煢苦心，不能自立，并且举礼部先前不让朱誉桔管理父亲的例子，指出自己同样也不能管理父亲。世宗认为其言之有理，感情也恳切，令礼部重新决定。最后朱彦汰得以恢复冠带，管理岷王府事，后又复封岷王。
嘉靖三十年（1551年）十一月，朱誉桔去世，按例賜祭葬。嘉靖三十四年（1555年）四月，世宗命保定侯梁繼璠等為正使，吏科右給事中李遇元等為副使，持節冊封朱譽桔嫡長子朱定焌為善化王。

## 评价
- 《名山藏》卷之三十七：以賢聞。
- 《弇山堂别集》卷073：温良好樂，平易不訾。